# Black and Tans

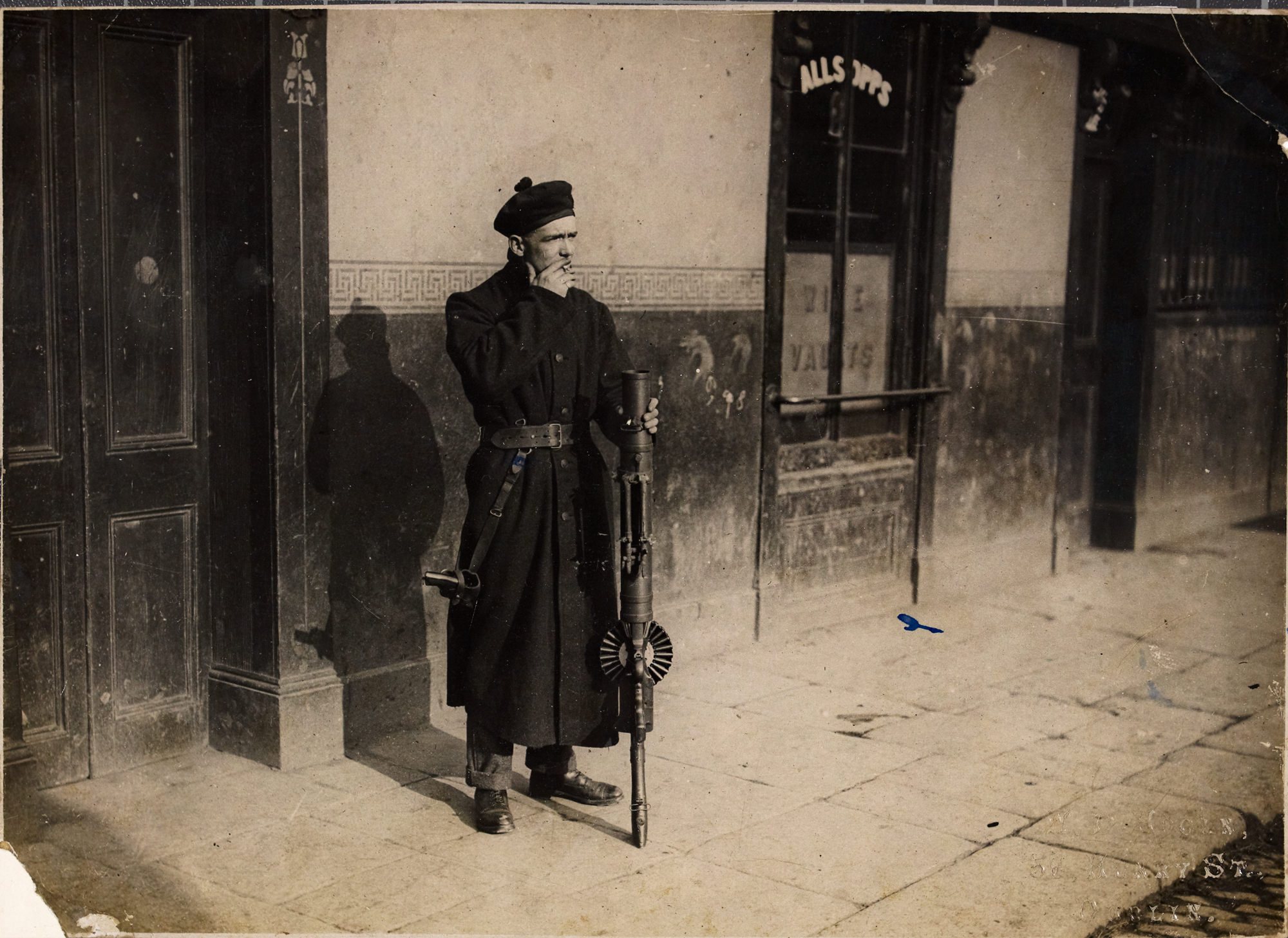
Um militar da Black and Tans em Dublin, a fevereiro de 1921.

Os Black and Tans (em irlandês:  Dúchrónaigh) foram uma força de combate de elite composta em sua maioria por veteranos britânicos da Primeira Guerra Mundial, empregados pela Royal Irish Constabulary (a Real Polícia Irlandesa) como uma força especial entre os anos de 1920 e 1921 para reprimir as rebeliões na Irlanda. Apesar de ter sido constituído com o objetivo de combater os membros do Exército Republicano Irlandês (IRA), eles foram constantemente usados para reprimir outros movimentos populares. Eles ficaram conhecidos por, em várias ocasiões, brutalizar e abrir fogo à queima roupa contra civis irlandeses. Essas ações eram justificadas como sendo retaliatórias às atividades terroristas do IRA.